# Gyaling
Een gyaling (ook wel gya ling, gya-ling, jahlin, jah-lin, jahling, jah-ling of rgya-gling genoemd) is een Tibetaans schalmei, een blaasinstrument met een dubbelriet en een rechte conische boring, die voornamelijk in Tibet bespeeld wordt.
Het is een traditioneel muziekinstrument dat veelal bespeeld wordt binnen rituelen in het Tibetaans boeddhisme, in het bijzonder gedurende de puja (chanten en gebed) en om de lama's en rinpoche's te verwelkomen.